# نبرد رود کورومو

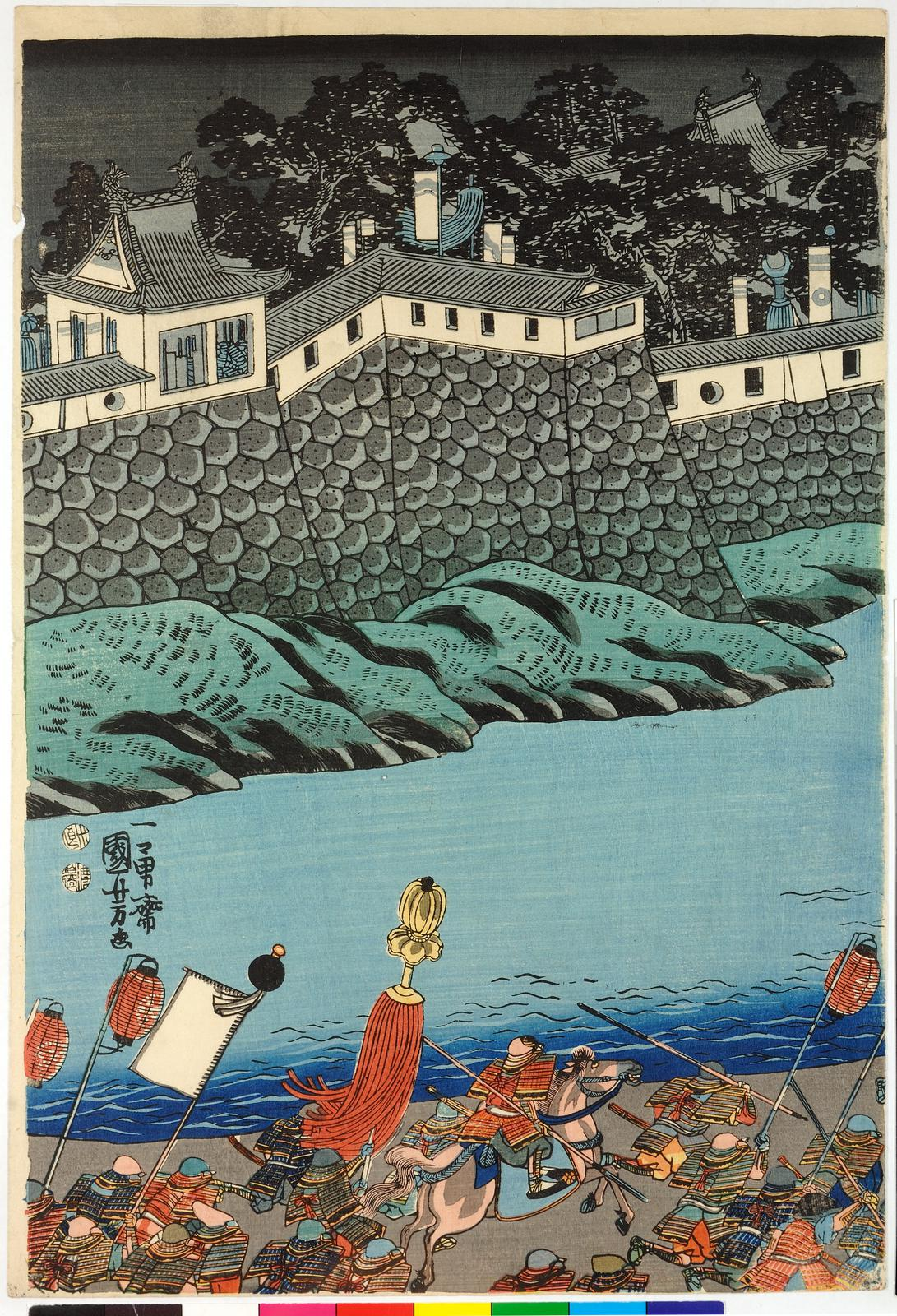
نقاشی از نبرد رود کورومو

نبرد رود کورومو (به ژاپنی: 衣川の戦い) نبردی بود که در اوایل دوره کاماکورا در قرن دوازدهم پس از نابودی خاندان تایرا رخ داد.
فوجیوارا نو یاسوهیرا چهارمین حاکم فوجیوارای شمالی در ولایت موتسو اهل ژاپن بود. وی در ابتدا از میناموتو نو یوشی‌تسونه همان‌طور که از پدر وی حمایت می‌کرد، پشتیبانی می‌کرد اما بعدها به فشار برادر بزرگتر یوشی‌تسونه، میناموتو نو یوریتومو، به یوشی‌تسونه حمله کرد. یوشی‌تسونه، به جای تسلیم، همسر و فرزندانش را کشت و خود نیز خودکشی کرد.